# Serge Reding
 (mai 2012).
Améliorez-le ou discutez des points à vérifier. 
Pour les articles homonymes, voir Reding.
Serge Reding, né le 23 décembre 1941 à Auderghem (Belgique) et mort le 28 juin 1975 à Manille (Philippines), est un haltérophile belge.
Serge Reding fut un des plus remarquables poids lourds de l'histoire haltérophile.
Non professionnel (bibliothécaire), il a participé à trois olympiades, fut médaillé d'argent aux Jeux de Mexico en 1968 et plusieurs fois recordman du monde.
Il est décédé à l'âge de 33 ans à la suite d'une crise cardiaque.

## Biographie
Né à Auderghem de parents herbeumontois, Serge Reding commença l'haltérophilie à l'âge de 18 ans à Schaerbeek.  À cette époque, il pesait déjà 90 kg. Son poids a évolué jusqu'au superpoidslourd à plus de 140 kg.  Durant son service militaire il participa pour la première fois au Championnat de Belgique : il termina dernier. Ensuite il progressa très rapidement.
En 1964, il entre en service à la Bibliothèque royale. La même année il participa aux Jeux olympiques à Tokyo où il termina dixième. Il obtint une renommée nationale lorsqu'il remporta quatre années plus tard la médaille d'argent des Jeux olympiques à Mexico. 
Il est élu Sportif de l'année 1968 et obtient le Mérite sportif en 1969.
Serge Reding a été une fois champion du monde, a battu six records du monde et est devenu six fois champion de Belgique. On attendait beaucoup de lui durant les Jeux  olympiques en 1972 à Munich, mais le jour où sa compétition devait avoir lieu il y a la prise d'otages de l'équipe israélienne, parmi lesquels un haltérophile.  Serge Reding en était tellement émotionnellement affecté qu'il ne réussit pas à soulever le poids minimum requis de départ.
Durant le championnat du monde de 1974, il rencontra une Philippine. L'année suivante, à l'âge de 33 ans, il succomba à un arrêt cardiaque au cours d'un voyage au pays de sa compagne.
Serge Reding détenait toujours, plus de trente ans après sa mort, le record de Belgique dans sa catégorie de poids.
Serge Reding est enterré au cimetière communal d'Herbeumont.

## Hommage et distinction
En sa mémoire a été créé dès 1976 le Prix Serge Reding pour récompenser des sportifs belges.  Depuis 1990, c'est la province de Luxembourg qui le décerne annuellement pour récompenser les sportifs luxembourgeois.
Il a reçu la médaille d'or du Mérite sportif en 1969.